# Dušan Maluniak
Dušan Maluniak (* 10. května 1961) je bývalý slovenský fotbalista, brankář.

## Fotbalová kariéra
Hrál za Inter Bratislava. V československé lize nastoupil ve 45 utkáních. Za Inter nastoupil i v Poháru UEFA.

## Ligová bilance
| Ročník                                   | Zápasy | Góly | Klub             |
| ---------------------------------------- | ------ | ---- | ---------------- |
| 1. československá fotbalová liga 1983/84 | 20     | 0    | Inter Bratislava |
| 1. československá fotbalová liga 1984/85 | 19     | 0    | Inter Bratislava |
| 1. československá fotbalová liga 1985/86 | 6      | 0    | Inter Bratislava |
| CELKEM                                   | 45     | 0    |                  |